# Bactrocera tryoni
Bactrocera tryoni is een vliegensoort uit de familie van de boorvliegen (Tephritidae). De wetenschappelijke naam van de soort is voor het eerst geldig gepubliceerd in 1897 door Froggatt.